# Mikel Aristi Gardoki
Mikel Aristi Gardoki (Bergara, Guipúscoa, 28 de maig de 1993) fou un ciclista basc, professional des del 2013 fins al 2022.

## Palmarès
- 2015
  - 1r a la Volta a Toledo
  - 1r al Premi San Pedro
  - Vencedor d'una etapa a la Volta a la Corunya
  - Vencedor d'una etapa a la Volta a Cantàbria
- 2017
  - Vencedor d'una etapa a la Tropicale Amissa Bongo
- 2019
  - Vencedor d'una etapa al Tour del Llemosí
  - Vencedor d'una etapa a la Volta a Portugal